# Respenda de la Peña
Respenda de la Peña é um município da Espanha, na província de Palência, comunidade autónoma de Castela e Leão, de área  km² com população de 215 habitantes (dados de 2007) e densidade populacional de 3,47 hab/km².

## Demografia
| Variação demográfica do município entre 1991 e 2004 | Variação demográfica do município entre 1991 e 2004 | Variação demográfica do município entre 1991 e 2004 | Variação demográfica do município entre 1991 e 2004 |
| --------------------------------------------------- | --------------------------------------------------- | --------------------------------------------------- | --------------------------------------------------- |
| 1991                                                | 1996                                                | 2001                                                | 2004                                                |
| 342                                                 | 305                                                 | 244                                                 | 228                                                 |